# Ines Wetzel

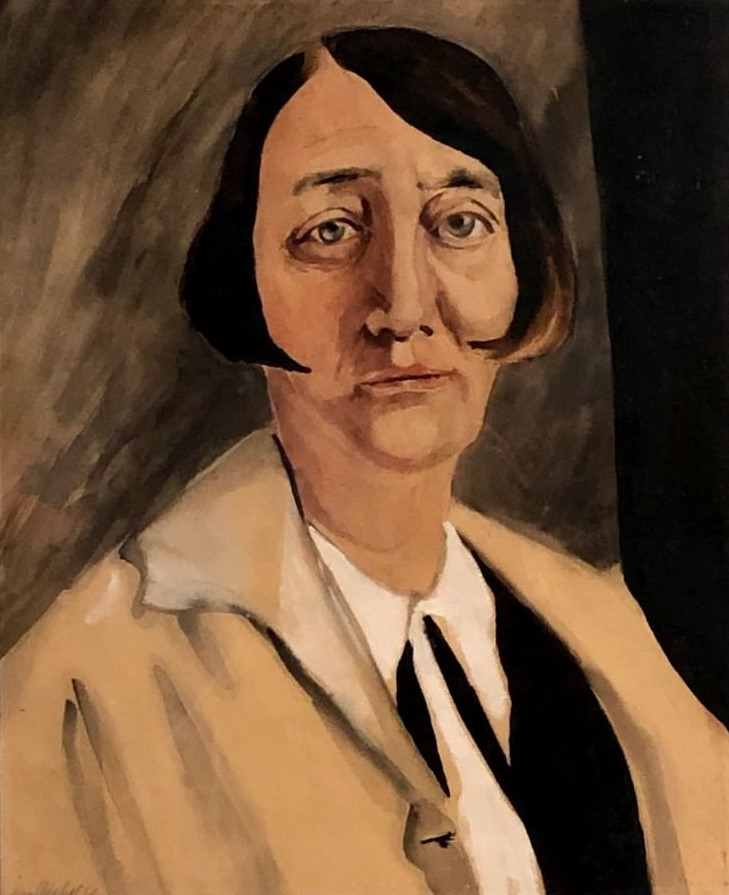
Ines Wetzel: Selbstbildnis (1930)

Ines Wetzel ist der Künstlername von Christina Josephina Holthof, verheiratete Wetzel, in zweiter Ehe verheiratete Mai (geboren am 7. März 1872 in Frankfurt am Main; gestorben am 13. Februar 1938 in Berlin). Sie war eine deutsche Malerin und Grafikerin des Expressionismus und Mitglied der Künstlervereinigung Novembergruppe. Darüber hinaus engagierte sie sich in der frühen Frauenbewegung: Von 1907 bis 1912 war sie Vorsitzende der Frankfurter Ortsgruppe des Bundes für Mutterschutz.

## Leben

### Familie
Die Eltern von Christina Josephina Holthof waren Caroline und Carl Joseph Holthof. Die Mutter war eine geborene Schneider (geboren am 5. Juni 1839 in Mainz; gestorben am 1. Februar 1922 in Frankfurt). Die Eltern hatten am 16. April 1870 in Frankfurt am Main geheiratet. Ines Wetzel war das mittlere von drei Kindern. Ihr älterer Bruder, nach dem Vater Carl Joseph benannt, wurde am 2. Oktober 1870 geboren. Ihre jüngere Schwester, Auguste Justine, am 5. Oktober 1875. Sie starb am 29. Oktober 1930 in Frankfurt. Die Familie war katholisch. Christina Josephina wurde einen Monat nach ihrer Geburt, am 10. April 1872 im Frankfurter Dom getauft, ihre Taufpatin war Josefine Schneider.

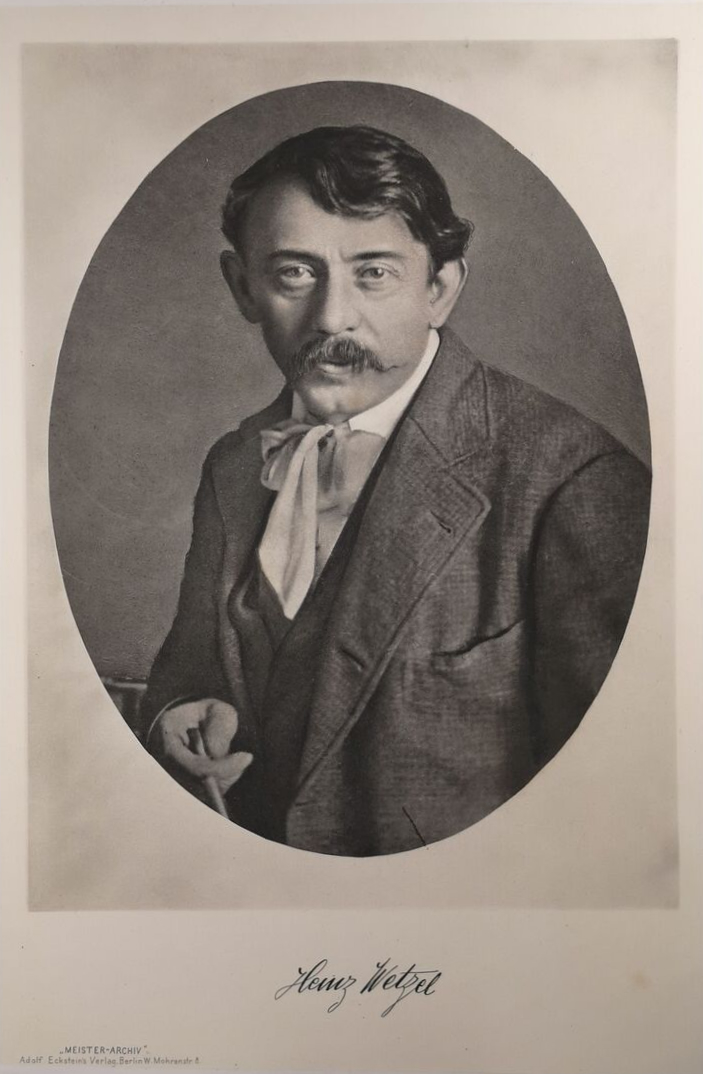
Heinz Wetzel (Photogravüre um 1899)

Ihr Vater Carl Holthof war Jurist und von 1864 bis 1871 Redakteur der Frankfurter Zeitung. Wie viele seiner Kollegen geriet er aus presserechtlichen Gründen immer wieder mit den Behörden in Konflikt, insbesondere zu Beginn der preußischen Besetzung Frankfurts im Jahr 1866. Er war im Frankfurter Stadtrat als Politiker aktiv und von 1877 bis 1878 Mitglied des Deutschen Reichstags für die nationalliberale Deutsche Volkspartei.
In erster Ehe war Ines Wetzel verheiratet mit dem Maler Friedrich Heinrich Wetzel, genannt Heinz Wetzel (geboren am 18. November 1858 in Kayna; gestorben am 8. Mai 1913 in Frankfurt am Main). Die Hochzeit fand am 7. Dezember 1892 in Frankfurt am Main statt. Die Ehe wurde am 16. Dezember 1912 rechtskräftig geschieden und schon ein Jahr später, am 8. Mai 1913, starb Heinz Wetzel. Aus der Ehe stammt ein Sohn, Hans Hellmuth Wetzel, der am 13. September 1893 in Frankfurt geboren wurde. Heinz Wetzel leitete ab 1885 die Fachklasse für Malerei an der Frankfurter Kunstgewerbeschule, sein älterer Bruder Carl Wetzel (1856–1940) unterrichtete dort Bildhauerei. Das Ehepaar wohnte Im Trutz Frankfurt 20, Heinz hatte sein Atelier laut Adressbuch in der Neuen Mainzer Straße 49. Ines und Heinz Wetzel reisten gemeinsam, auch mit Sohn Hellmuth, zu Erholungsaufenthalten in die nähere Umgebung. So etwa 1908 zur Kur nach Bad Homburg.
Am 11. September 1913 heiratete sie in Berlin zum zweiten Mal, den jüdischen Arzt Ernst Mai (geboren am 20. Oktober 1878 in Hanau). Laut der Eheurkunde war das Paar zu dieser Zeit in der Kurfürstenstraße 85 in Berlin wohnhaft. Ernst Mai war ab 1910 in Berlin als Facharzt für Innere und Nervenkrankheiten tätig. Seine Eltern waren Berta Mai (geborene Speier) und der Kaufmann David Mai. Er war das dritte von vier Geschwistern, darunter der 1874 geborene Chemiker Ludwig Mai und die Schwester Minna Flake. Flake war laut Heiratsurkunde von Ernst Mai und Christina Josefine Mai Trauzeugin bei der Eheschließung. Ein weiterer Trauzeuge war der Chirurg Paul Zander. Ernst Mai wurde, ebenso wie seinem Bruder, durch das NS-Regime nach 1933 der Doktorgrad entzogen. Beide wurden im Jahr 2011 durch die Universität Würzburg öffentlich rehabilitiert. Während der Kriegsjahre des Ersten Weltkriegs war Ernst Mai laut Kriegsrangliste als Oberarzt in Bayern stationiert: 1914 in Hof und Ingolstadt und 1917 in Regensburg und Augsburg. In dieser Zeit muss Ines Wetzels Gemälde Bayerische Landschaft mit Häusern (1917) entstanden sein, das der Novembergruppe zugerechnet wird.
1926 verzeichnet das Handbuch des Kunstmarktes eine Adresse für Ines Wetzel am Lützowplatz 13 in Berlin, ebenso Dresslers Kunsthandbuch aus dem Jahr 1930, das sie dort mit einer „Stubenmalerpraxis“ als Malerin und Griffelkünstlerin verzeichnet. Das Amtliche Fernsprechbuch für Berlin und Umgebung des Jahres 1932 weist als ihre Adresse Lützowplatz 21 aus, das von 1934 die Anschrift Lützowplatz 25 und das von 1936 schließlich die Adresse, die ihrer Sterbeurkunde zu entnehmen ist: Lützowplatz 23. Unter dieser Anschrift und der gleichen Rufnummer ist auch ihr Ehemann – Ernst Mai – eingetragen.
Ines Wetzel starb im Alter von 66 Jahren am 13. Februar 1938 in Berlin in ihrer Wohnung. Die Meldung im Standesamt übernahm die „ledige Photographin Hildegard Holthof“, die der Sterbeurkunde zufolge ebenfalls am Lützowplatz 23 wohnte. In der Sterbeurkunde ist Ines Wetzel unter dem Namen Christina Josephine Mai (geschiedene Wetzel, geborene Holthof) verzeichnet. In der deutschen Exilzeitung Pariser Tageszeitung vom 5. März 1938 erschien eine kurze Notiz, wonach sie in Berlin an den Folgen einer langen schweren Krankheit verstorben sein soll.

### Verfolgung und weiteres Schicksal von Familienangehörigen
Ernst Mai emigrierte am 18. April 1939 nach Frankreich, noch vor dem Ausbruch des Zweiten Weltkriegs. Seine Schwester Minna Flake hatte sich um Visa für die USA für sich und ihre Familie bemüht. Sie flohen zunächst nach Südwestfrankreich, wo sie in Kontakt zur Familie von Erich Cohn-Bendit standen. Mit Hilfe von Walter Friedländer und dem Emergency Rescue Committee (ERC) gelang es ihnen, die erforderlichen Visa für die USA zu erhalten. An Bord der Lourenco Marques erreichte Ernst Mai auf einer Überfahrt von Lissabon aus, die am 27. Januar begann, am 8. Februar 1941 New York. Seine Schwester gelangte erst an Bord der Duc D’Aumale, zwei Monate später, in die USA. Ernst Mai starb drei Jahre später, am 8. November 1944, in New York.
Hellmuth Wetzel, der Sohn von Ines Wetzel, war Dichter und Journalist. Zusammen mit Johannes Junack, mit dem er zusammen als Redakteur beim Deutschen Nachrichtenbüro arbeitete, gründete er 1933 nach der Machtergreifung durch die Nationalsozialisten die Widerstandsgruppe „Stille Front“. Die Aktivitäten der Gruppe wurden jedoch aufgedeckt, und am 15. Februar 1938 erfolgten 54 Verhaftungen. Johannes Junack kam am 9. September 1940 im KZ Sachsenhausen zu Tode, offizielle Todesursache war „Herzschwäche“. Hellmuth Wetzel wurde am 6. September 1940 aus dem KZ Sachsenhausen in das KZ Dachau überführt und kam dort am 4. Dezember 1940 zu Tode, offizielle Todesursache war „Lungenentzündung Kreislauf“. Er wurde am 31. Juli 1941 beerdigt. In einem Leserbrief im August 1947 schilderte seine geschiedene Frau, Johanna Wetzel, in der jüdischen Exilzeitung Aufbau die Entstehung und Bedeutung dieser Gruppe, deren erstes Mitglied nach ihren Angaben Wilhelm Laverrenz gewesen sein soll.

### Widersprüchliche biografische Angaben
In einer Publikation mit Beiträgen der Novembergruppe aus dem Jahr 1928 war das Geburtsjahr 1882 angegeben und als Herkunftsort Frankfurt am Main. Die Berliner Börsen-Zeitung des Jahres 1911 gab bei einer Ausstellungsankündigung als Herkunftsort Wetzels ebenfalls Frankfurt am Main an. Helga Kliemann gab in ihrem Werk über die Novembergruppe aus dem Jahr 1969 als Geburtsort Berlin an. Dresslers Kunsthandbuch aus dem Jahr 1930 bildete das Geburtsjahr 1878 ab.
Ines Wetzel soll nach 1900 ihre künstlerische Ausbildung an der Kunstgewerbeschule und der Kunstakademie München absolviert haben Auch hierzu finden sich keine gesicherten Angaben. Das Portal Bildindex gibt die Kunstgewerbeschule Berlin an. Beides ist vermutlich falsch. Es ist mit großer Wahrscheinlichkeit anzunehmen, dass Wetzel an der Kunstgewerbeschule Frankfurt studierte – zumal sie 1892 Heinz Wetzel heiratete, der dort die Fachklasse für Malerei leitete.
Die Künstlerin soll 1940 zusammen mit ihrem Sohn deportiert und im Konzentrationslager Dachau ermordet worden sein. Diese Angaben sind allerdings falsch oder irrtümlich durcheinander geraten.

## Politisches Engagement
Ines Wetzel war Mitglied im Bund für Mutterschutz und von 1907 bis 1912 Vorsitzende der als linksliberal geltenden Frankfurter Ortsgruppe. Nach dem Umzug nach Berlin im Jahr 1912 engagierte sich Ines Wetzel während des Ersten Weltkrieges, wie Helene Stöcker, in der deutschen Friedensbewegung. 1916 tauchte ihr Name neben Edmund Wetzel und Helene Stöcker auf der Mitgliedsliste der Friedensorganisation ‚Zentralstelle Völkerrecht‘ auf, einer Nachfolgeorganisation des im Februar 1916 verbotenen Bundes Neues Vaterland.
Sie unterschrieb den Aufruf der Internationalen Arbeiterhilfe für die deutsche Hungerhilfe, und bildete zusammen mit Käthe Kollwitz ein Komitee, das eine Lotterieaktion unter dem Titel „Deutsche Künstler für das hungernde Rußland“ leitete. Für die Lotterie spendeten beide selbst wie auch namhafte Kolleginnen und Kollegen, darunter Paul Klee, Lyonel Feininger, Max Pechstein und Karl Schmidt-Rottluff, Bilder und Grafiken, die gegen ein Los zum Preis von 6 Mark zu gewinnen waren. Weiterhin zeichnete Wetzel 1924 den Aufruf an alle Künstler und geistig Schaffenden in einer Publikation der Berliner Künstlerhilfe aus dem Jahr 1924 unter dem Titel 8 Stunden, die die Einführung des Achtstundentages befürwortete, sowie die Protesterklärung gegen die Zerstörung der Fresken Heinrich Vogelers im Barkenhoff Worpswede im Jahr 1927 in Polizeiterror gegen Kind und Kunst. 1928 protestierte sie neben anderen Künstlern gegen den Prozess um Johannes R. Becher und unterzeichnete den Aufruf des Künstlerkomitees gegen Panzerkreuzer und für Volksentscheid.

## Werk

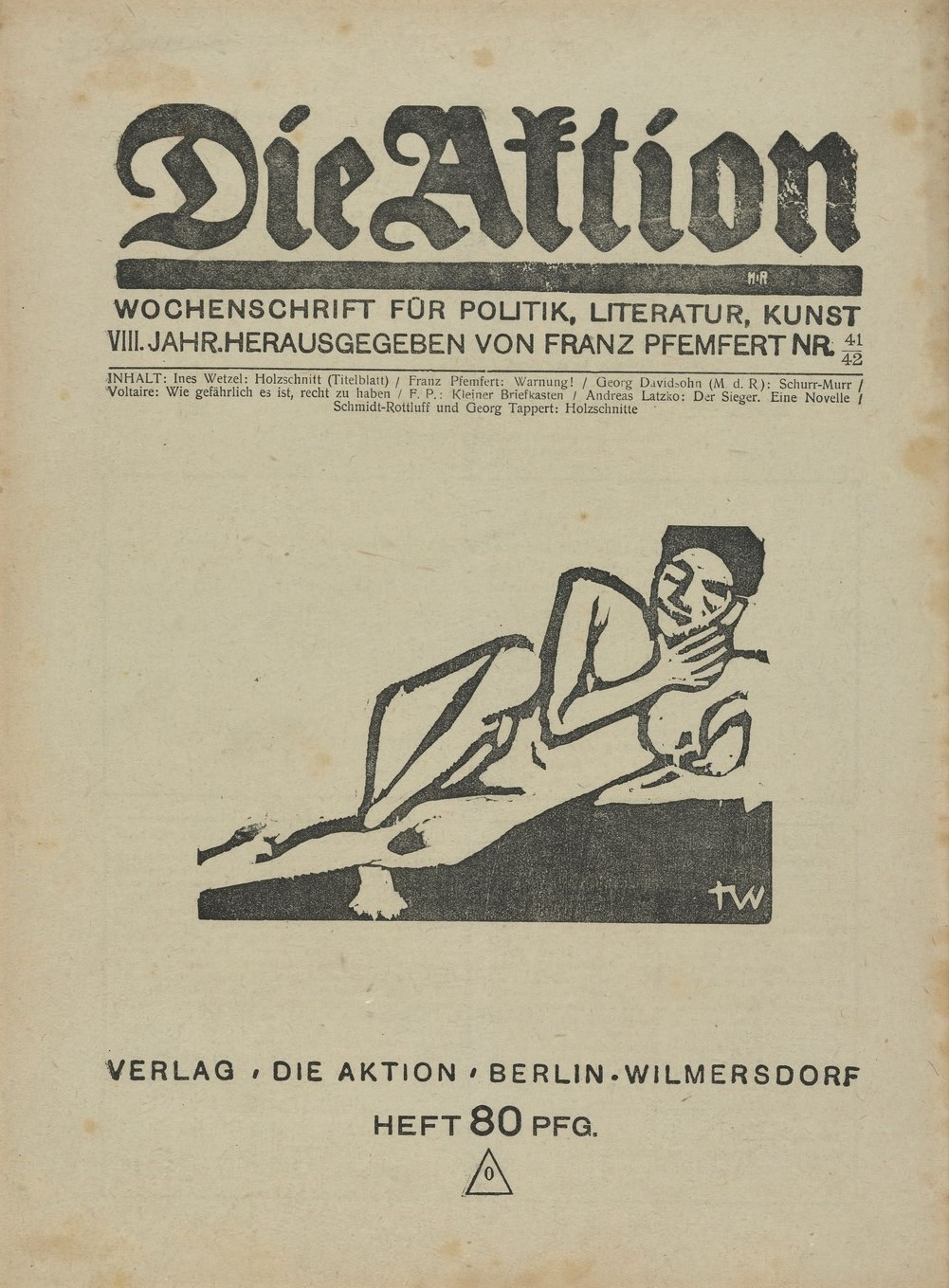
Titelblatt Die Aktion (19. Oktober 1918)

Bereits im Mai 1911 stellte Wetzel Arbeiten im renommierten Kunstsalon Paul Cassirer in Berlin aus, zusammen mit dem zu der Zeit kommerziell erfolgreichen Münchener Maler Carl Strathmann sowie Wally Friedmann aus Berlin. Ein Kritiker der Berliner Börsen-Zeitung schrieb darüber: „Neben ihm (Strathmann) sind bei Cassirer noch Wally Friedmann und Ines Wetzel der Ehre von Kollektivausstellungen gewürdigt. Beide beweisen, daß auch die Pointillierkunst nicht schwer erlernbar ist und daß man sie auch den ungeeignetsten Objekten gegenüber anwenden kann. Sie erreichen damit, daß sie von Urteilsunfähigen als impressionistische und sezessionistische Talente angestaunt werden. Leute von Geschmack werden demgegenüber auf dem Standpunkte verharren, daß Bilder wie die Gartenmauer und die Mainlandschaft von Ines Wetzel mit ihren willkürlichen Kreuz- und Querpinseleien kindisch sind und aus jeder ästhetischen Debatte ausscheiden.“ 1912 zeigte sie zwölf Gemälde im Mannheimer Kunstverein und 1913 waren drei ihrer Werke neben denen von Camille Pissarro, Alfred Sisley und Vincent van Gogh in der 6. Jahresausstellung bei Paul Cassirer zu sehen: Ziegelei bei Werder, Stilleben im Atelier und Haus bei Cladow.
In zwei Ausgaben der Zweimonatsschrift Marsyas im Jahr 1917 veröffentlichte sie Lithografien und Holzschnitte. Als künstlerische Mitarbeiterin der literarisch-politischen Avantgardezeitschrift Die Aktion wird sie darüber hinaus im Künstlerverzeichnis des MoMA zusammen mit Karl Schmidt-Rottluff, Wilhelm Schuler, Arthur Goetz, Walter O. Grimm, Bruno Beye, Wladislav Skotarek, Josef Čapek, Franz Wilhelm Seiwert, Julius Kaufmann und Erich Goldbaum als Umschlaggestalterin genannt. Darüber hinaus erschienen grafische Beiträge von ihr in den Weißen Blättern.
Laut der Künstlerbiografie in der Publikation Revolution und Realismus aus dem Jahr 1978 soll Wetzel nach dem Ersten Weltkrieg nach Berlin gekommen und im Jahr 1919 der Künstlervereinigung Novembergruppe beigetreten sein. Da sie 1913 in Berlin Ernst Mai heiratete, ist davon auszugehen, dass sie noch vor dem Krieg nach Berlin ging. Gesichert findet sich ihr Name erst auf der Mitgliedsliste der Novembergruppe von 1930. Sie beteiligte sich auch zuvor schon an deren Ausstellungen in den Jahren 1926–1929 und 1931, laut Helga Kliemann „der letzten geschlossenen Manifestation der Gruppe“. In den Jahren 1926 und 1928 war sie an den Großen Berliner Kunstausstellungen beteiligt, 1929 an der Juryfreien Kunstschau. Wetzel war seit 1924 Mitglied der Roten Gruppe, der auch George Grosz und John Heartfield angehörten, und nahm in diesem Rahmen an der Ersten Allgemeinen Deutschen Kunstausstellung in Moskau, Saratow und Sankt Petersburg teil. Ab 1928 schrieb sie Beiträge für die Zeitschrift Kunst der Zeit.
In den 1920er Jahren unternahm sie Reisen durch Italien, was sich etwa in den Aquarellen Straßenwinkel in Capri und Weg nach Capri aus dem Jahr 1926 spiegelt, und reiste ausweislich ihres Eintrags in Dresslers Kunsthandbuch auch nach Paris.

## Werke in Sammlungen und Museen
Die Pianistin Hilde Feldberg schmuggelte im Jahr 1939 das Selbstporträt Ines Wetzels zusammen mit 69 anderen Porträts zeitgenössischer (jüdischer) Berliner Künstlerinnen und Künstler, aus den Rahmen gelöst und in ihrem Gepäck verborgen, nach Indien, wohin sie ihrem Mann Siegbert Feldberg gefolgt war, der bereits im Jahr 1934 das Land verlassen hatte. Das Familienunternehmen Siegbert Feldbergs war eine Bekleidungsmanufaktur, und die Selbstporträts hatte er als Entlohnung im Tausch gegen Bekleidungsstücke erhalten. Nach Aufenthalten in Indien und Pakistan, zusammen mit der Sammlung, kehrten die Feldbergs zunächst nach Berlin zurück und zogen dann in die Schweiz. Im Jahr 1976, nach dem Tod Siegbert Feldbergs, wurde die Sammlung von seiner Frau Hilde an die Berlinische Galerie veräußert, wo sie als Sammlung Feldberg weiterhin besteht. Die Sammlung wurde im Jahr 2002 im Hart House der University of Toronto gezeigt, wo Gina Feldberg, die Enkelin von Hilde und Siegbert Feldberg lebt und Medizingeschichte unterrichtet.
Das Selbstbildnis aus dem Jahr 1930 war im Jahr 2019 Teil einer Ausstellung mit Werken der Novembergruppe in der Berlinischen Galerie.
Wetzels Gemälde Bayerische Landschaft mit Häusern (1917) war ab 1929 nach einem Geschenk der Novembergruppe Teil der Sammlung der Berliner Nationalgalerie in der Dependance Galerie der Lebenden, in der Ludwig Justi „richtungsweisende“ zeitgenössische Künstlerinnen und Künstler versammelte.  Das Bild wurde 1937 in der nationalsozialistischen Aktion „Entartete Kunst“ beschlagnahmt und zerstört. In der Aktion wurden außerdem zwei ihrer Druckgrafiken (männliche Figur) aus dem Städtischen Kunsthaus Bielefeld beschlagnahmt und vernichtet.
Das Museum of Modern Art in New York und das Robert Gore Rifkind Center for German Expressionist Studies beim Los Angeles County Museum of Art verfügt ebenfalls über Grafiken.

## Werke (Auswahl)
- 1917: Bayerische Landschaft mit Häusern, Sammlung Berliner Nationalgalerie (verschollen)
- 1929: L'homme au complet brun, Douglas Bergeron (Privatbesitz), Santa Monica
- 1930: Selbstbildnis, Sammlung Feldberg, Berlinische Galerie

## Ausstellungen (Auswahl)

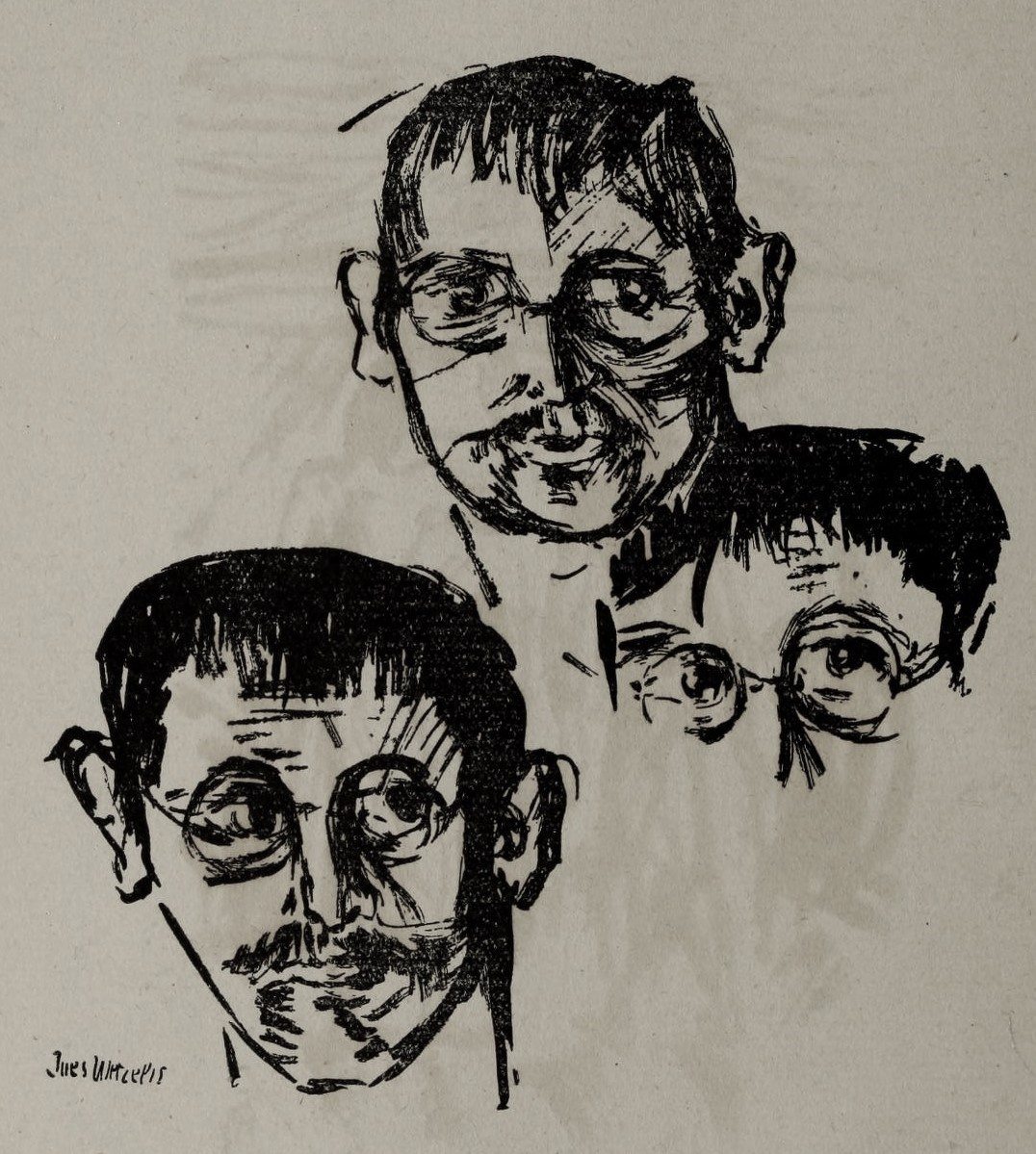
Gesichte (ca. 1917)

- 1911: mit Vally Friedmann und Carl Strathmann, XI. Ausstellung, Kunstsalon Paul Cassirer Berlin
- 1912: mit Theodor Butz, Hans Klohs, Heinrich Rauh, Mannheimer Kunstverein
- 1913: mit Camille Pissarro, Alfred Sisley, Vincent van Gogh, XV. Jahrgang. Sechste Ausstellung, Kunstsalon Paul Cassirer Berlin
- 1922: Ölgemälde, Aquarelle, Handzeichnungen, Holzschnitte und Lithografien, Graphisches Kabinett, Berlin[59]
- 2019: Kampf um Sichtbarkeit, Nationalgalerie Berlin
- 2019: Freiheit. Die Kunst der Novembergruppe 1918–1935, Berlinische Galerie